# Хрисомаллидис, Хрисостом
Хрисостомос Хрисомаллидис (греч. Χρυσόστομος  Χρυσομαλλίδης, более известен как Пападракос, греч. Παπαδράκος то есть Поп-Дракос; 1872, Мармара Эреглиси — после 1932) — греческий священник и революционер, известный македономах, то есть борец за воссоединение Македонии с Грецией.

## Биография
Хрисостомос Хрисомаллидис родился в 1872 году в Гераклии Фракийской, Османская империя. Учился в греческой школе Зарифиса в Филиппуполе (ныне Пловдив).
Учился затем в теологической школе в Халки где его учителем был Герман (Каравангелис). С началом Греко-турецкой войны 1897 года, будучи ещё слушателем богословской школы, собрал отряд 140 греков Константинополя и Мраморного моря и отправился добровольцем в греческую армию. Избрал себе псевдонимом имя одного из героев Греческой революции 1821 года, Александра Дракоса. Когда Хризостом и остальные османские греки прибыли морем на остров Сирос, это имя было неосторожно упомянуто греческим журналистом, описывая добровольца-слушателя Халки. Турецкие власти в Константиноволе провели расследование, но слушателя с такой фамилией в списках не было. Дирекция указала что школу покинул, по причине здоровья, туберкулёзник Хрисостом Хрисомаллидис. В 1904 году он стал священником, псевдоним оброс словом «поп» и стал Пападракос.
После войны остался в Греческом королевстве и стал приходским священником прихода Пророка Ильи в Афинах. Как говорил впоследствии его соратник в борьбе за Македонию Георгиос Макрис, Хризостом мог бы стать епископом, но полюбил учительницу, создал семью и остался простым священником.
В 1904 году отправился в Македонию и включился в, организованную митрополитом Германом Каравангелисом, борьбу против болгарских чет, где стал соратником Георгиоса Макриса.
В регион Западная Македония он прибыл в ноябре 1904 года, с отрядом Георгиос Цондоса и Алексиса Караливаноса.
Принял участие в ряде боёв против болгар и турок. 4 декабря 1904 года принял участие в ликвидации командира четников Костандо Живкова в селе Агиос Илиас (болг. Либешево). Позже действовал с отрядом Павла Гипариса.
После младотурецкой революции борьба в Македонии затихла. Пападракос вернулся в Греческое королевство, и стал священником на Первом афинском кладбище. С началом Первой Балканской войны в 1912 году вступил добровольцем и служил военным священником в греческой армии..
Сведений о дате его смерти нет. Но Антигона Беллу-Трепсиаду, написавшая труд «Образы македономахов» и включившая биографию Хризостома в свою книгу, встречалась с ним в 1932 году, когда он по прежнему был священником на Первом афинском кладбище и пребывал с семьёй в крайней бедности.

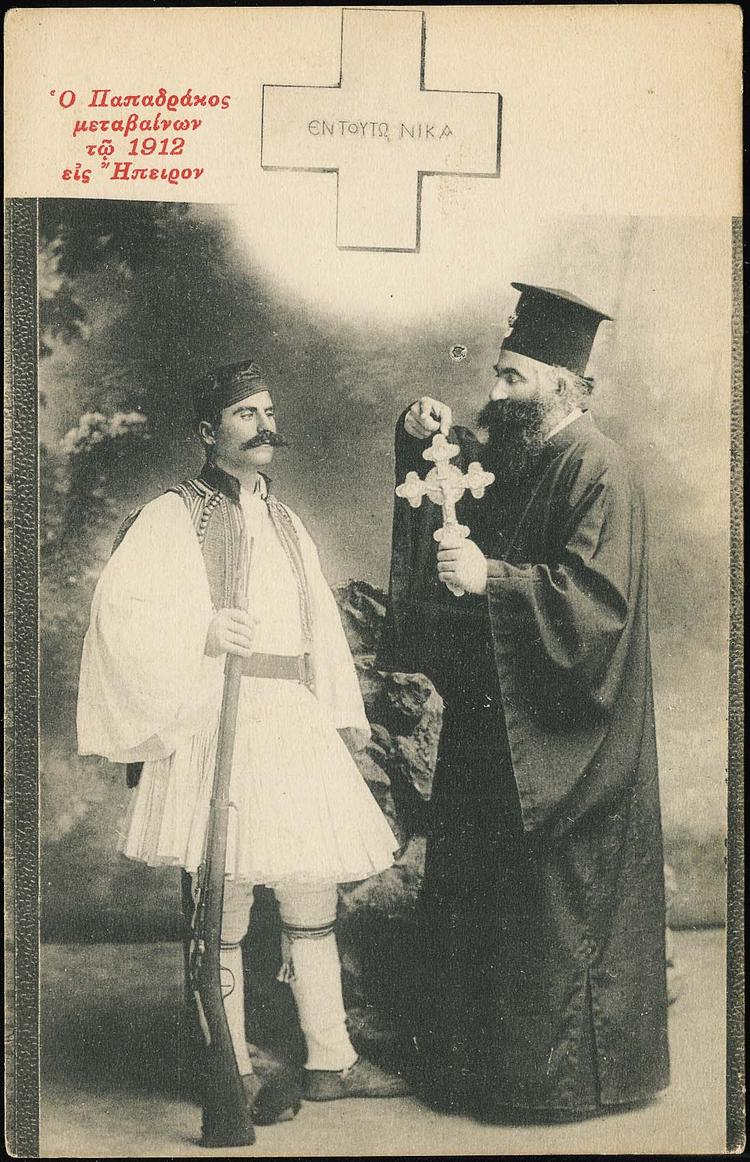
Пападракос благословляет солдат на  Балканскую  войну
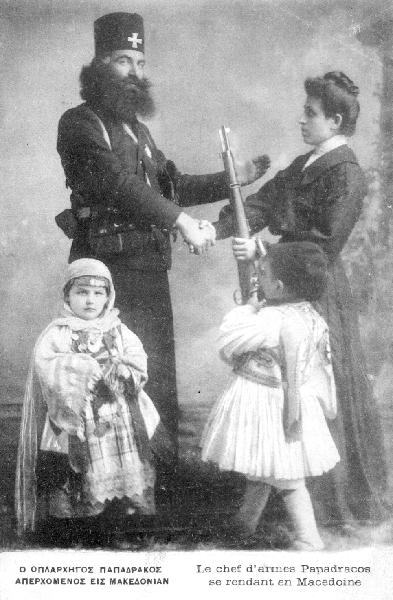
Пападракос с семьёй
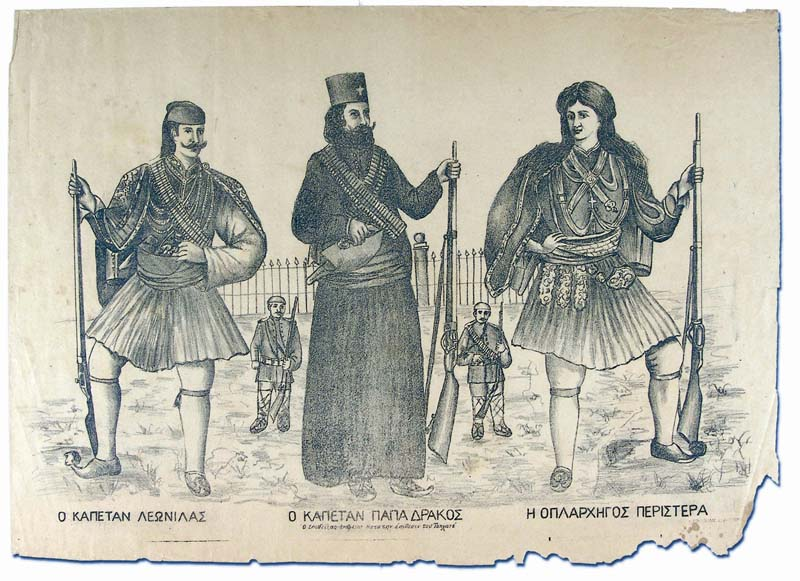
Командиры  Леонидас, Пападракос и Перистера